# EBI3
 (décembre 2021).
Le gène EBI3 code le gène 3 induit par le virus d'Epstein-Barr (dit EBI3), également connu sous le nom de sous-unité bêta de l'interleukine-27 ou IL-27B, qui est une protéine,.

## Fonction
Ce gène a été identifié par l'induction de son expression dans les lymphocytes B par infection par le virus d'Epstein-Barr. La protéine codée par ce gène est une glycoprotéine sécrétée, qui est un membre de la famille des récepteurs de l'hématopoïétine liée à la sous-unité p40 de l'interleukine 12 (IL-12). Il joue un rôle dans la régulation des réponses immunitaires à médiation cellulaire.
EBI3 est une sous-unité de 2 cytokines hétérodimères distinctes : l'interleukine-27 (IL27) et l'IL35. L'IL27 est composée de p28 (IL27) et d'EBI3. L'IL27 peut déclencher la signalisation dans les cellules T, les cellules B et les cellules myéloïdes. L'IL35, une cytokine inhibitrice impliquée dans la fonction régulatrice des lymphocytes T, est composée d'EBI3 et de la sous-unité p35 de l'IL12,.